# Národní stadion Ta' Qali

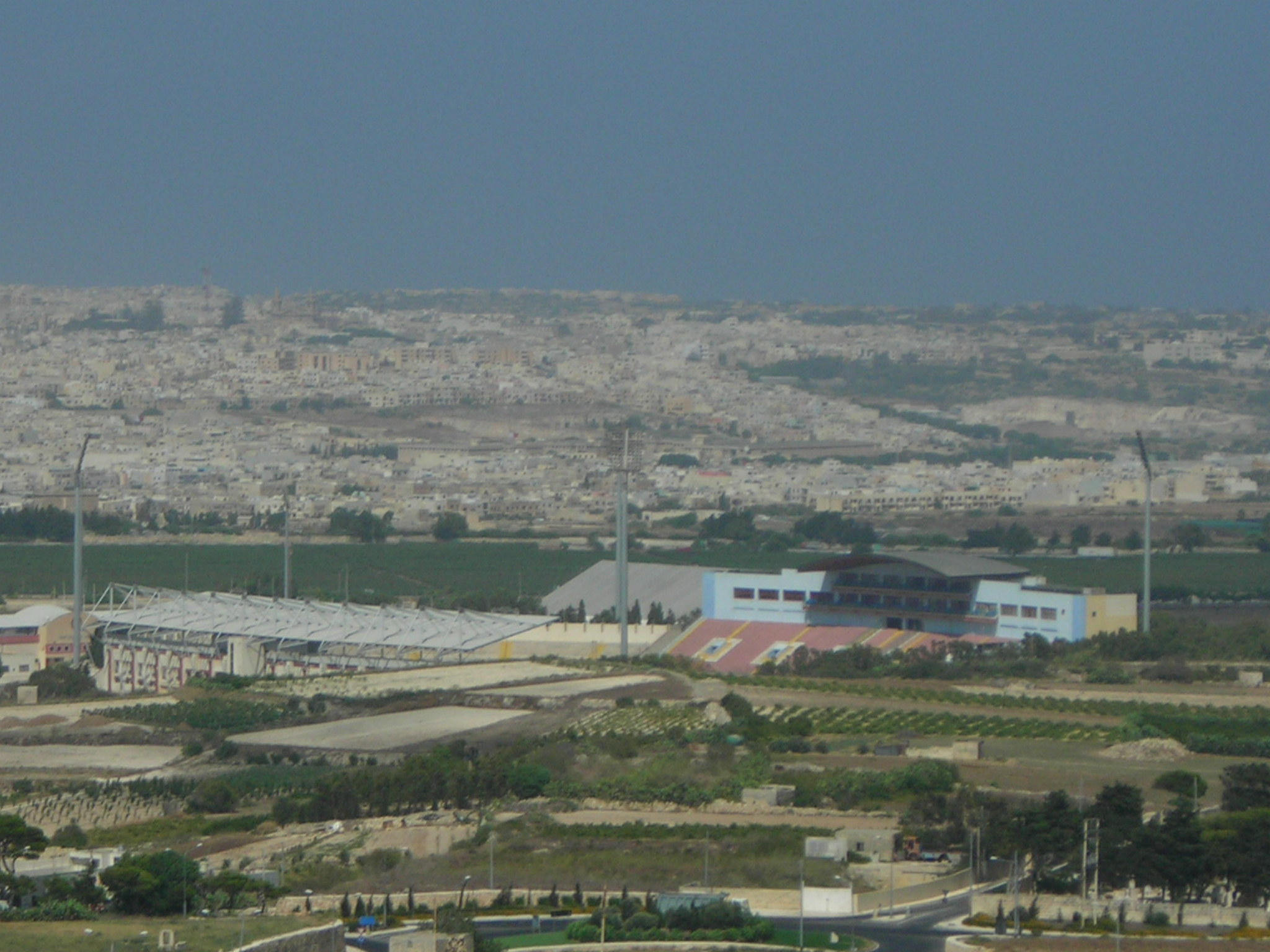
Pohled z Mdiny

Národní stadion Ta' Qali je fotbalový stadion v maltském městečku Ta' Qali, na němž hraje své domácí zápasy maltská fotbalová reprezentace. Stadion hostí i zápasy maltské ligy a poháru. Má kapacitu 17 797 diváků. Byl postaven v roce 1980 a o rok později se stal maltským národním stadionem místo Empire Stadium v Gżiře.